# Tour de France 2023/15. Etappe
Die 15. Etappe der Tour de France 2023 fand am 16. Juli 2023 statt und endete mit der letzten Bergankunft der 110. Austragung. Die Strecke startete in Les Gets und führte über 179 Kilometer nach Saint-Gervais-les-Bains, wo sich das Ziel auf einer Höhe von 1372 Metern in Le Bettex befand. Mit dem Col de la Croix Fry und dem Col des Aravis mussten zuvor zwei bekannte Alpenpässe passiert werden. Nach der Zielankunft hatten die Fahrer insgesamt 2611,2 Kilometer absolviert, was 76,6 % der Gesamtdistanz der Rundfahrt entspricht.
Wout Poels (Bahrain Victorious) gewann die Etappe, nachdem er sich rund 10 Kilometer vor dem Ziel im Schlussanstieg von seinen Fluchtgefährten absetzte. Jonas Vingegaard (Jumbo-Visma) verteidigte das Gelbe Trikot.
Nach der 15. Etappe wird der zweite Ruhetag in Saint-Gervais-les-Bains abgehalten.

## Streckenführung
Der neutralisierte Start erfolgte in Les Gets auf der Rue du Centre. Nach wenigen Metern gelangten die Fahrer auf die D902, die bergab nach Taninges führte. Hier wurde das Rennen nach 11,6 Kilometern freigegeben.
Nach dem offiziellen Start führte die Straße bergauf nach Châtillon-sur-Cluses, ehe eine längere Abfahrt nach Cluses folgte. Im Anschluss wurden Bonneville und La Roche-sur-Foron durchfahren, bevor die Auffahrt auf den nicht-kategorisierten Col des Fleuries (927 m) begann. Die Passhöhe wurde nach 40,2 Kilometern erreicht. Es folgte hügliges Terrain, das über Thorens-Glières und Annecy-le-Vieux nach Bluffy führte, wo der Zwischensprint bei Kilometer 72 ausgefahren wurde. Die Fahrer befanden sich nun am Ostufer des Lac d’Annecy und nahmen wenig später die Auffahrt auf den Col de la Forclaz (1157 m) in Angriff, der auf einer Länge von 7,2 Kilometern eine durchschnittliche Steigung von 7,3 % aufwies. Auf der Kuppe wurde nach 82,8 Kilometern eine Bergwertung der 1. Kategorie abgenommen, ehe eine längere Abfahrt nach Faverges führte. Nun drehte die Fahrtrichtung gen Norden, und der nicht-kategorisierte Col du Marais (840 m) wurde überquert, sodass die Fahrer Thônes am Fuß des 1447 Meter hohen Col de la Croix Fry erreichten. Die Auffahrt führte über Manigod und wies auf einer Länge von 11,3 Kilometern einen Steigungsschnitt von 7 % auf. Auf der Passhöhe, die nach 124,5 Kilometern überquert wurde, wurde eine Bergwertung der 1. Kategorie abgenommen. Dann führte eine kurze Abfahrt zum Col des Aravis (1487 m), von dem nur die letzten 4,4 Kilometer befahren wurden. Mit einer Durchschnittssteigung von 5,8 % war der obere Teil des Col des Aravis nur als Bergwertung der 3. Kategorie klassifiziert. Nachdem die Passhöhe bei 133,3 Kilometern erreicht worden war, folgte eine längere Abfahrt nach Flumet, ehe die Strecke leicht ansteigend über Megève nach Demi-Quartier führte. Die anschließende Abfahrt brachte die Fahrer auf der D1212 nach Sallanches. Nun folgten die Fahrer der Arve stromaufwärts, bis sie kurz nach Domancy den Schlussanstieg erreichten.
Die Auffahrt nach Le Bettex (1372 m) war in zwei Bergwertungen unterteilt. Zunächst wurde mit der kurzen, aber steilen Côte des Amerands (888 m) eine Bergwertung der 2. Kategorie befahren, die auf einer Länge von 2,7 Kilometern eine durchschnittliche Steigung von 10,9 % aufwies. 8,4 Kilometer vor dem Ziel flachte die Straße ab und führte leicht abschüssig ins Ortsgebiet von Saint-Gervais-les-Bains, wo die Straße auf der D43 erneut zu steigen begann und für sieben Kilometer mit einem Steigungsschnitt von 7,7 % zum Ziel führte. Auf den letzten vier Kilometern, die auf der D343 zurückgelegt wurden, wurden zudem Kilometerschnitte von über 9 % erreicht. Das Ziel, in dem eine Bergwertung der 1. Kategorie abgenommen wurde, befand sich auf der Route de Bettex neben einem größeren Parkplatz.
|                            | Ort                                 | Kilometer | Länge (km) | Höhe (m) | Ø Steigung |
| -------------------------- | ----------------------------------- | --------- | ---------- | -------- | ---------- |
| neutralisierter Start      | Les Gets                            | −11,6     |            |          |            |
| offizieller Start          | Taninges (D902)                     | 0         |            |          |            |
| Zwischensprint             | Bluffy                              | 72        |            |          |            |
| Bergwertung (1. Kategorie) | Col de la Forclaz                   | 82,8      | 7,2        | 1157     | 7,3 %      |
| Bergwertung (1. Kategorie) | Col de la Croix Fry                 | 124,5     | 11,3       | 1447     | 7 %        |
| Bergwertung (3. Kategorie) | Col des Aravis                      | 133,3     | 4,4        | 1487     | 5,8 %      |
| Bergwertung (2. Kategorie) | Côte des Amerands                   | 170,6     | 2,7        | 888      | 10,9 %     |
| Bergwertung (1. Kategorie) | Saint-Gervais-les-Bains (Le Bettex) | 179       | 7          | 1372     | 7,7 %      |
| Ziel                       | Saint-Gervais-les-Bains (Le Bettex) | 179       | 7          | 1372     | 7,7 %      |

## Rennverlauf
Mit Daniel Felipe Martínez (Ineos Grenadiers) ging ein Fahrer nicht an den Start der 15. Etappe. Nach einem schnellen Start teilte sich das Hauptfeld in zwei Teile, wobei auch Sepp Kuss (Jumbo-Visma), Pello Bilbao (Bahrain Victorious), Felix Gall (AG2R Citroën) unter den abgehängten Fahrern waren. Die Gruppen schlossen sich jedoch noch vor dem ersten Anstieg des Tages, dem Col des Fleuries, zusammen. Im oberen Teil des nicht-kategorisierten Anstiegs setzten sich Julian Alaphilippe (Soudal Quick-Step) und Alexei Luzenko (Astana Qazaqstan) von den restlichen Fahrern ab, während sich dahinter eine große Gruppe bildete, die sich jedoch nur wenige Sekunden vom Peloton lösen konnte. Nach einem Sturz im Hauptfeld beruhigte sich die Rennsituation. Hinter dem Spitzen-Duo formierte sich eine 37 Fahrer umfassende Gruppe in der folgende Mannschaften (geordnet nach dem bestplatzierten Fahrer im Gesamtklassement) vertreten waren: Guillaume Martin, Ion Izagirre (beide Cofidis), Thibaut Pinot, Olivier Le Gac (beide Groupama-FDJ), Mikel Landa, Wout Poels (beide Bahrain Victorious), Wout van Aert (Jumbo-Visma), Warren Barguil, Simon Guglielmi (beide Arkéa-Samsic), Mathieu Burgaudeau (TotalEnergies), Mattias Skjelmose Jensen, Giulio Ciccone, Juan Pedro López (alle Lidl-Trek), Michael Woods, Dylan Teuns, Krists Neilands, Hugo Houle (alle Israel-Premier Tech), Chris Hamilton (DSM-Firmenich), Neilson Powless, Rigoberto Urán, Magnus Cort Nielsen, Andrey Amador (alle EF Education-EasyPost), Alex Aranburu (Movistar), Mathieu van der Poel, Søren Kragh Andersen (beide Alpecin-Deceuninck), Omar Fraile (Ineos Grenadiers), Nils Politt, Patrick Konrad, Marco Haller (alle Bora-hansgrohe), Marc Soler (UAE Team Emirates), Rui Costa (Intermarché-Circus-Wanty), Nans Peters (AG2R Citroën), Jonas Abrahamsen, Torstein Træen (beide Uno-X), Lawson Craddock, Luka Mezgec, Christopher Juul-Jensen (alle Jayco AlUla). Beim Zwischensprint in Bluffy lag die Verfolgergruppe rund 30 Sekunden hinter den beiden Ausreißern und sechs Minuten vor dem Peloton. Julian Alaphilippe sicherte sich die meisten Punkte.

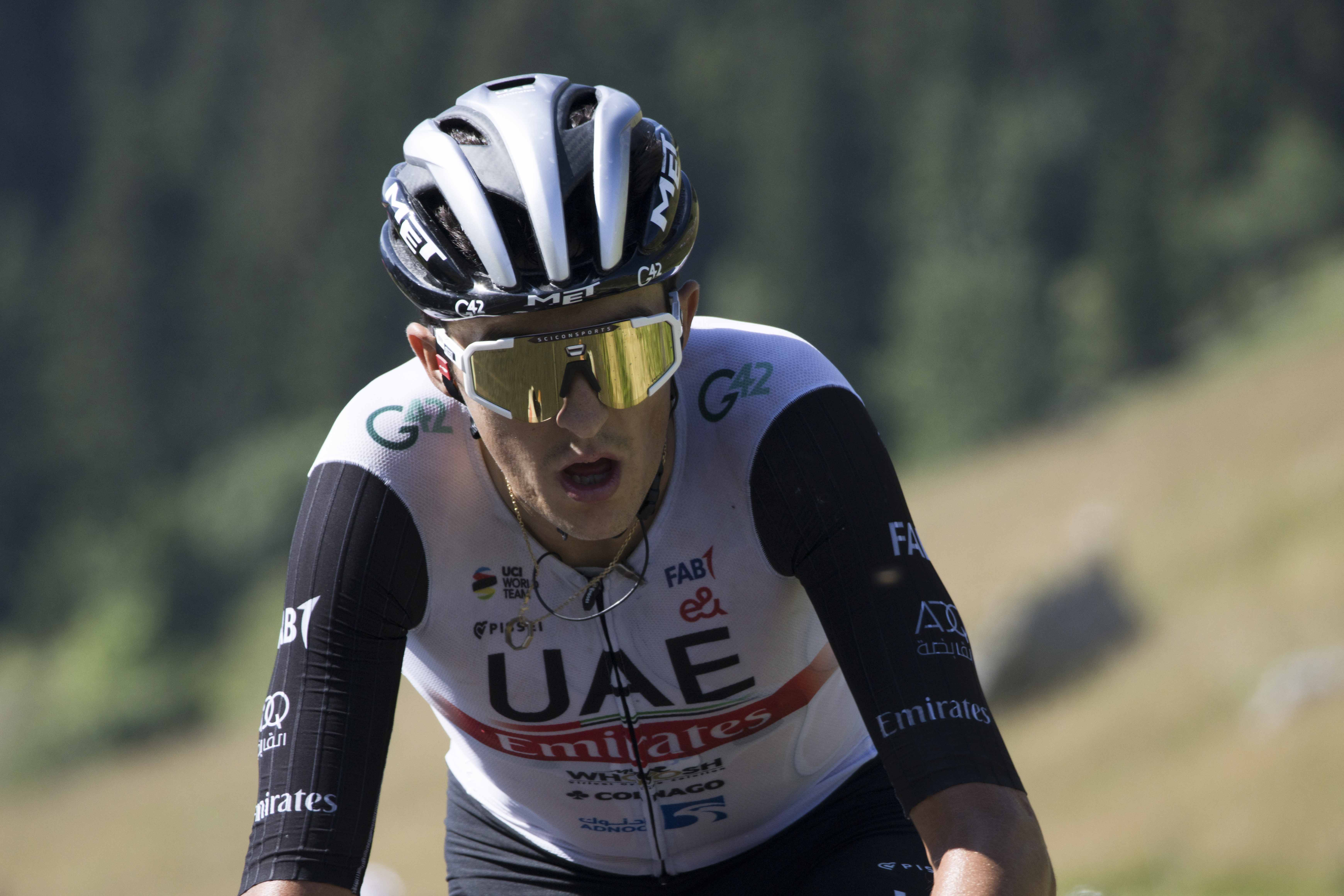
Marc Soler greift im Anstieg des Col des Aravis an und setzte sich erfolgreich von der Ausreißergruppe ab

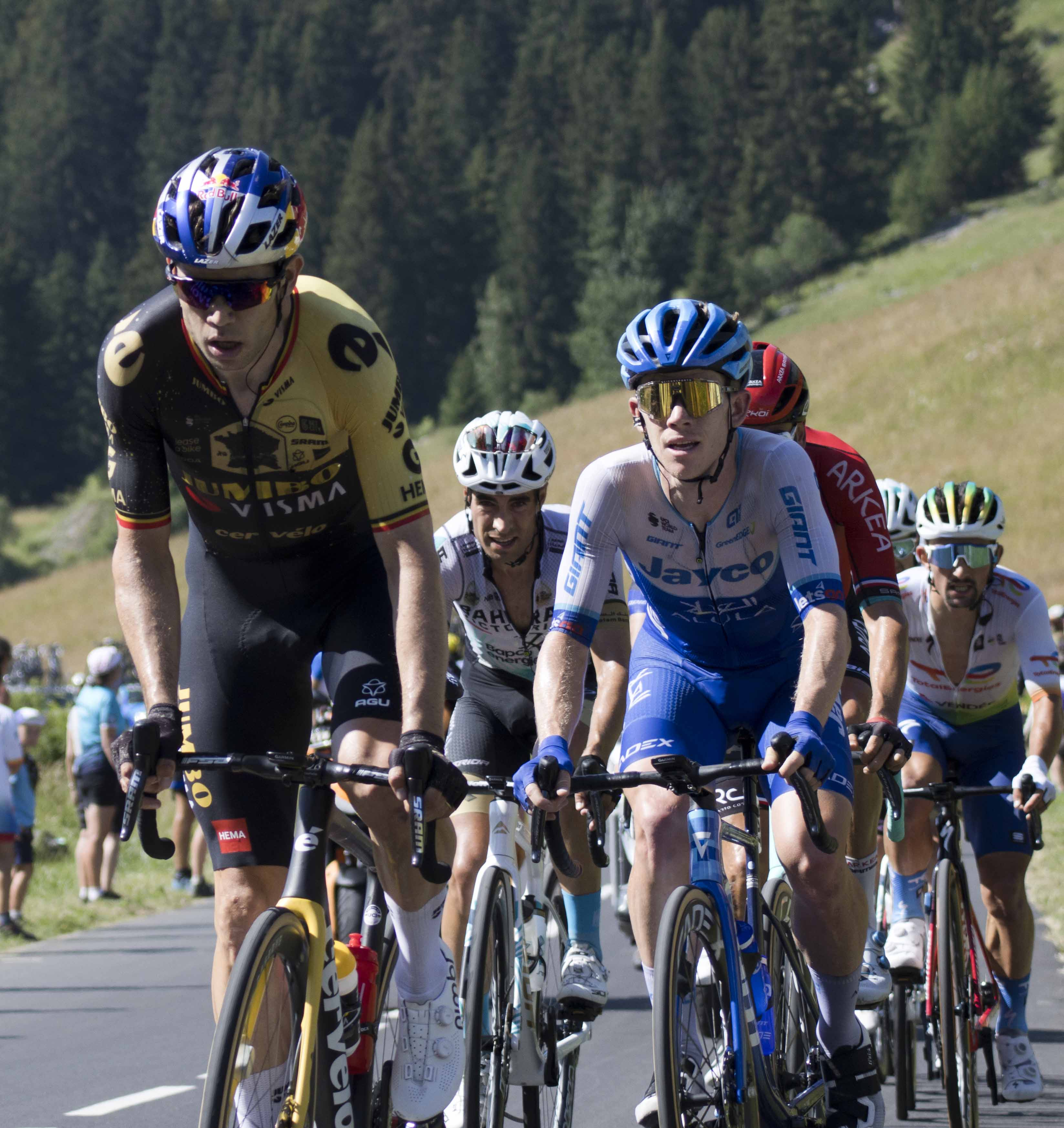
Die Verfolgergruppe um Wout van Aert (links) verfolgt Marc Soler

Alexei Luzenko führte über die erste Bergwertung auf dem Col de la Forclaz, ehe sich Giulio Ciccone im Sprint um Platz drei vor Neilson Powless, dem Träger des Bergtrikots, durchsetzte. Nach der anschließenden Abfahrt schloss die Verfolgergruppe zu den beiden Spitzenreitern auf, in der nun 39 Fahrer vertreten waren. Das Hauptfeld hatte zu diesem Zeitpunkt einen Rückstand von etwa acht Minuten. Im Anstieg des nicht-kategorisierten Col du Marais griff Marco Haller rund 75 Kilometer vor dem Ziel aus der Fluchtgruppe an. Im Col de la Croix Fry schloss Rui Costa zu dem Österreicher auf und distanzierte diesen wenig später, während die Ausreißergruppe zerfiel. Auch im Hauptfeld fielen die ersten Fahrer zurück. Nachdem Rui Costa wieder gestellt worden war, sicherte sich Giulio Ciccone die Bergwertung auf dem Col de la Croix Fry und übernahm virtuell die Führung in der Sonderwertung, da Neilson Powless zurückgefallen war und keine Punkte im Kampf um das Gepunktete Trikot holte. Am Col des Aravis griff Marc Soler an und überquerte die Passhöhe mit einem Vorsprung von rund 10 Sekunden. Dahinter folgten Wout van Aert, Wout Poels und Krists Neilands, die sich auf der Kuppe ebenfalls von der ehemaligen Spitzengruppe absetzten. Das Trio schloss in der Abfahrt zu dem führenden Spanier auf, während dahinter Chris Hamilton und Rigoberto Urán zu Sturz kamen. Beide konnten das Rennen jedoch fortsetzen. Auch Krists Neilands stürzte wenig später im unteren Teil der Abfahrt, wodurch nur noch drei Fahrer an der Spitze des Rennens verblieben. Die drei bauten ihren Vorsprung auf die ersten Verfolger auf über eine Minute aus, ehe sie den Schlussanstieg in Angriff nahmen.
10,5 Kilometer vor dem Ziel griff Wout Poels auf der Côte des Amerands an und setzte sich von seinen Fluchtgefährten ab. Der Niederländer erreichte die Kuppe des Anstiegs mit einem Vorsprung von einer halben Minute. Im Anschluss baute er seinen Vorsprung weiter aus und gewann die Etappe zwei Minuten und acht Sekunden vor Wout van Aert.
In der Gruppe um das Gelbe Trikot überquerten rund 20 Fahrer die Côte des Amerands. Auf der Kuppe hatte Felix Gall einen technischen Defekt und verlor den Anschluss zu den anderen Gesamtklassement-Fahrern. Nach der kurzen Zwischenabfahrt fiel auch Jai Hindley (Bora-hansgrohe) zurück, ehe Rafał Majka (UAE Team Emirates) das Tempo für Tadej Pogačar forcierte. Nachdem Adam Yates (UAE Team Emirates) die Tempoarbeit übernommen hatte, konnten nur Jonas Vingegaard und Tadej Pogačar am Hinterrad des Briten bleiben. Rund drei Kilometer vor dem Ziel ließ Tadej Pogačar eine Lücke zu Adam Yates aufgehen, der zu seinem Teamkollegen Marc Soler aufschloss. Da die beiden Favoriten sich erneut beobachteten, schloss Carlos Rodríguez (Ineos Grenadiers) erneut auf und forcierte das Tempo um seinen Rückstand auf Adam Yates gering zu halten. Rund 1500 Meter vor dem Ziel griff Tadej Pogačar an, konnte Jonas Vingegaard jedoch nicht distanzieren. Die beiden überholten Adam Yates und erreichten das Ziel auf den Plätzen 16 und 17. Adam Yates folgte mit einem Rückstand von 20 Sekunden und holte 18 Sekunden auf Carlos Rodríguez auf. Jai Hindley verlor fast zwei Minuten auf das Gelbe Trikot, er erreichte den Etappenrang 25.
In Gesamtwertung verteidigte Jonas Vingegaard seinen Vorsprung von 10 Sekunden auf Tadej Pogačar, der weiterhin die Nachwuchswertung anführte. Carlos Rodríguez lag mit fünf Minuten und 21 Sekunden Rückstand auf dem dritten Gesamtrang, wobei sein Vorsprung auf Adam Yates 19 Sekunden betrug. Jai Hindley rutschte auf den fünften Gesamtrang ab. Pello Bilbao (Bahrain Victorious) schob sich vor Simon Yates (Jayco AlUla) auf den siebten Rang, während Felix Gall aus den Top 10 fiel. Guillaume Martin rückte auf Rang 10 vor. Giulio Ciccone übernahm die Führung in der Bergwertung, wies jedoch die gleiche Punkteanzahl wie Neilson Powless auf. Jasper Philipsen (Alpecin-Deceuninck) erreichte das Ziel im vorgegebenen Zeitlimit und verteidigte die Führung in der Punktewertung. In der Mannschaftswertung übernahm das Team Jumbo-Visma die Führung. Alle 157 Starter erreichten das Ziel, wobei Adrien Petit (Intermarché-Circus-Wanty) zum kämpferischsten Fahrer gewählt wurde.

## Ergebnis
| \| Etappenergebnis \| Etappenergebnis \| Etappenergebnis \| Etappenergebnis \| Etappenergebnis \| \| Fahrer \| Fahrer \| Land \| Team \| Zeit \| \| --------------- \| ------------------ \| ------------------ \| ------------------ \| --------------- \| \| 1. \| Wout Poels \| Niederlande \| Bahrain Victorious \| 4 h 40 min 45 s \| \| 2. \| Wout van Aert \| Belgien \| Jumbo-Visma \| + 2 min 08 s \| \| 3. \| Mathieu Burgaudeau \| Frankreich \| TotalEnergies \| + 3 min 00 s \| \| 4. \| Lawson Craddock \| Vereinigte Staaten \| Team Jayco AlUla \| + 3 min 10 s \| \| 5. \| Mikel Landa \| Spanien \| Bahrain Victorious \| + 3 min 14 s \| \| 6. \| Thibaut Pinot \| Frankreich \| Groupama-FDJ \| + 3 min 14 s \| \| 7. \| Guillaume Martin \| Frankreich \| Cofidis \| + 3 min 32 s \| \| 8. \| Mattias Skjelmose \| Dänemark \| Lidl-Trek \| + 3 min 43 s \| \| 9. \| Simon Guglielmi \| Frankreich \| Arkéa-Samsic \| + 3 min 59 s \| \| 10. \| Warren Barguil \| Frankreich \| Arkéa-Samsic \| + 4 min 20 s \| |                    |                    |                    |                 |
| |                    |                    |                    |                 |
| Quelle: ProCyclingStats |                    |                    |                    |                 |
| Etappenergebnis |                    |                    |                    |                 |
| Fahrer | Fahrer             | Land               | Team               | Zeit            |
| 1. | Wout Poels         | Niederlande        | Bahrain Victorious | 4 h 40 min 45 s |
| 2. | Wout van Aert      | Belgien            | Jumbo-Visma        | + 2 min 08 s    |
| 3. | Mathieu Burgaudeau | Frankreich         | TotalEnergies      | + 3 min 00 s    |
| 4. | Lawson Craddock    | Vereinigte Staaten | Team Jayco AlUla   | + 3 min 10 s    |
| 5. | Mikel Landa        | Spanien            | Bahrain Victorious | + 3 min 14 s    |
| 6. | Thibaut Pinot      | Frankreich         | Groupama-FDJ       | + 3 min 14 s    |
| 7. | Guillaume Martin   | Frankreich         | Cofidis            | + 3 min 32 s    |
| 8. | Mattias Skjelmose  | Dänemark           | Lidl-Trek          | + 3 min 43 s    |
| 9. | Simon Guglielmi    | Frankreich         | Arkéa-Samsic       | + 3 min 59 s    |
| 10. | Warren Barguil     | Frankreich         | Arkéa-Samsic       | + 4 min 20 s    |

## Gesamtstände
| \| Gesamtwertung \| Gesamtwertung \| Gesamtwertung \| Gesamtwertung \| Gesamtwertung \| \| Fahrer \| Fahrer \| Land \| Team \| Zeit \| \| ------------- \| ---------------- \| ---------------------- \| ------------------ \| ---------------- \| \| 1. \| Jonas Vingegaard \| Dänemark \| Jumbo-Visma \| 62 h 34 min 17 s \| \| 2. \| Tadej Pogačar \| Slowenien \| UAE Team Emirates \| + 10 s \| \| 3. \| Carlos Rodríguez \| Spanien \| Ineos Grenadiers \| + 5 min 21 s \| \| 4. \| Adam Yates \| Vereinigtes Königreich \| UAE Team Emirates \| + 5 min 40 s \| \| 5. \| Jai Hindley \| Australien \| Bora-Hansgrohe \| + 6 min 38 s \| \| 6. \| Sepp Kuss \| Vereinigte Staaten \| Jumbo-Visma \| + 9 min 16 s \| \| 7. \| Pello Bilbao \| Spanien \| Bahrain Victorious \| + 10 min 11 s \| \| 8. \| Simon Yates \| Vereinigtes Königreich \| Team Jayco AlUla \| + 10 min 48 s \| \| 9. \| David Gaudu \| Frankreich \| Groupama-FDJ \| + 14 min 07 s \| \| 10. \| Guillaume Martin \| Frankreich \| Cofidis \| + 14 min 18 s \| |                  |                        |                    |                  |
| |                  |                        |                    |                  |
| Quelle: ProCyclingStats |                  |                        |                    |                  |
| Gesamtwertung |                  |                        |                    |                  |
| Fahrer | Fahrer           | Land                   | Team               | Zeit             |
| 1. | Jonas Vingegaard | Dänemark               | Jumbo-Visma        | 62 h 34 min 17 s |
| 2. | Tadej Pogačar    | Slowenien              | UAE Team Emirates  | + 10 s           |
| 3. | Carlos Rodríguez | Spanien                | Ineos Grenadiers   | + 5 min 21 s     |
| 4. | Adam Yates       | Vereinigtes Königreich | UAE Team Emirates  | + 5 min 40 s     |
| 5. | Jai Hindley      | Australien             | Bora-Hansgrohe     | + 6 min 38 s     |
| 6. | Sepp Kuss        | Vereinigte Staaten     | Jumbo-Visma        | + 9 min 16 s     |
| 7. | Pello Bilbao     | Spanien                | Bahrain Victorious | + 10 min 11 s    |
| 8. | Simon Yates      | Vereinigtes Königreich | Team Jayco AlUla   | + 10 min 48 s    |
| 9. | David Gaudu      | Frankreich             | Groupama-FDJ       | + 14 min 07 s    |
| 10. | Guillaume Martin | Frankreich             | Cofidis            | + 14 min 18 s    |

| Punktewertung | Punktewertung     | Punktewertung | Punktewertung            | Punktewertung |
| Fahrer        | Fahrer            | Land          | Team                     | Punkte        |
| ------------- | ----------------- | ------------- | ------------------------ | ------------- |
| 1.            | Jasper Philipsen  | Belgien       | Alpecin-Deceuninck       | 323 P.        |
| 2.            | Mads Pedersen     | Dänemark      | Lidl-Trek                | 179 P.        |
| 3.            | Bryan Coquard     | Frankreich    | Cofidis                  | 178 P.        |
| 4.            | Wout van Aert     | Belgien       | Jumbo-Visma              | 139 P.        |
| 5.            | Tadej Pogačar     | Slowenien     | UAE Team Emirates        | 129 P.        |
| 6.            | Jordi Meeus       | Belgien       | Bora-Hansgrohe           | 96 P.         |
| 7.            | Dylan Groenewegen | Niederlande   | Team Jayco AlUla         | 92 P.         |
| 8.            | Biniam Girmay     | Eritrea       | Intermarché-Circus-Wanty | 90 P.         |
| 9.            | Michael Woods     | Kanada        | Israel-Premier Tech      | 88 P.         |
| 10.           | Victor Lafay      | Frankreich    | Cofidis                  | 80 P.         |

| Bergwertung | Bergwertung                | Bergwertung        | Bergwertung            | Bergwertung |
| Fahrer      | Fahrer                     | Land               | Team                   | Punkte      |
| ----------- | -------------------------- | ------------------ | ---------------------- | ----------- |
| 1.          | Giulio Ciccone             | Italien            | Lidl-Trek              | 58 P.       |
| 2.          | Neilson Powless            | Vereinigte Staaten | EF Education-EasyPost  | 58 P.       |
| 3.          | Jonas Vingegaard           | Dänemark           | Jumbo-Visma            | 54 P.       |
| 4.          | Tadej Pogačar              | Slowenien          | UAE Team Emirates      | 48 P.       |
| 5.          | Wout van Aert              | Belgien            | Jumbo-Visma            | 47 P.       |
| 6.          | Felix Gall                 | Österreich         | AG2R Citroën Team      | 32 P.       |
| 7.          | Jai Hindley                | Australien         | Bora-Hansgrohe         | 31 P.       |
| 8.          | Tobias Halland Johannessen | Norwegen           | Uno-X Pro Cycling Team | 30 P.       |
| 9.          | Michał Kwiatkowski         | Polen              | Ineos Grenadiers       | 30 P.       |
| 10.         | Michael Woods              | Kanada             | Israel-Premier Tech    | 28 P.       |

| Nachwuchswertung | Nachwuchswertung           | Nachwuchswertung       | Nachwuchswertung       | Nachwuchswertung  |
| Fahrer           | Fahrer                     | Land                   | Team                   | Zeit              |
| ---------------- | -------------------------- | ---------------------- | ---------------------- | ----------------- |
| 1.               | Tadej Pogačar              | Slowenien              | UAE Team Emirates      | 62 h 34 min 27 s  |
| 2.               | Carlos Rodríguez           | Spanien                | Ineos Grenadiers       | + 5 min 11 s      |
| 3.               | Felix Gall                 | Österreich             | AG2R Citroën Team      | + 14 min 29 s     |
| 4.               | Thomas Pidcock             | Vereinigtes Königreich | Ineos Grenadiers       | + 16 min 43 s     |
| 5.               | Mathieu Burgaudeau         | Frankreich             | TotalEnergies          | + 1 h 21 min 08 s |
| 6.               | Mattias Skjelmose          | Dänemark               | Lidl-Trek              | + 1 h 22 min 16 s |
| 7.               | Tobias Halland Johannessen | Norwegen               | Uno-X Pro Cycling Team | + 2 h 04 min 01 s |
| 8.               | Matteo Jorgenson           | Vereinigte Staaten     | Movistar Team          | + 2 h 14 min 50 s |
| 9.               | Maxim Van Gils             | Belgien                | Lotto Dstny            | + 2 h 22 min 56 s |
| 10.              | Clément Champoussin        | Frankreich             | Arkéa-Samsic           | + 2 h 27 min 38 s |

| Mannschaftswertung | Mannschaftswertung | Mannschaftswertung           | Mannschaftswertung |
| Team               | Team               | Land                         | Zeit               |
| ------------------ | ------------------ | ---------------------------- | ------------------ |
| 1.                 | Jumbo-Visma        | Niederlande                  | 188 h 22 min 03 s  |
| 2.                 | Ineos Grenadiers   | Vereinigtes Königreich       | + 3 min 22 s       |
| 3.                 | UAE Team Emirates  | Vereinigte Arabische Emirate | + 7 min 39 s       |
| 4.                 | Bahrain Victorious | Bahrain                      | + 10 min 22 s      |
| 5.                 | Groupama-FDJ       | Frankreich                   | + 42 min 41 s      |
| 6.                 | Bora-Hansgrohe     | Deutschland                  | + 1 h 15 min 49 s  |
| 7.                 | AG2R Citroën Team  | Frankreich                   | + 1 h 26 min 42 s  |
| 8.                 | Movistar Team      | Spanien                      | + 2 h 34 min 12 s  |
| 9.                 | Team Jayco AlUla   | Australien                   | + 2 h 39 min 51 s  |
| 10.                | Cofidis            | Frankreich                   | + 3 h 16 min 27 s  |

## Ausgeschiedene Fahrer
- Daniel Felipe Martínez (Ineos Grenadiers): wegen einer Gehirnerschütterung nach Sturz auf der 14. Etappe nicht gestartet[4]